# 山茶花高原ピクニックパーク
山茶花高原ピクニックパーク（さざんかこうげんピクニックパーク）は、日本の長崎県諫早市小長井町（旧小長井町）にある遊園地である。ハーブ園を併設している。
2005年（平成17年）2月1日に観覧車が増設された。
高原という立地を活用し、園内に風力発電機を設置し発電を行なっている。

## 概要
- 所在地：長崎県諫早市小長井町遠竹2867-7
- 入場料：無料（ハーブ園は300円）
- 管理運営：諫早市小長井振興公社

## 主な施設

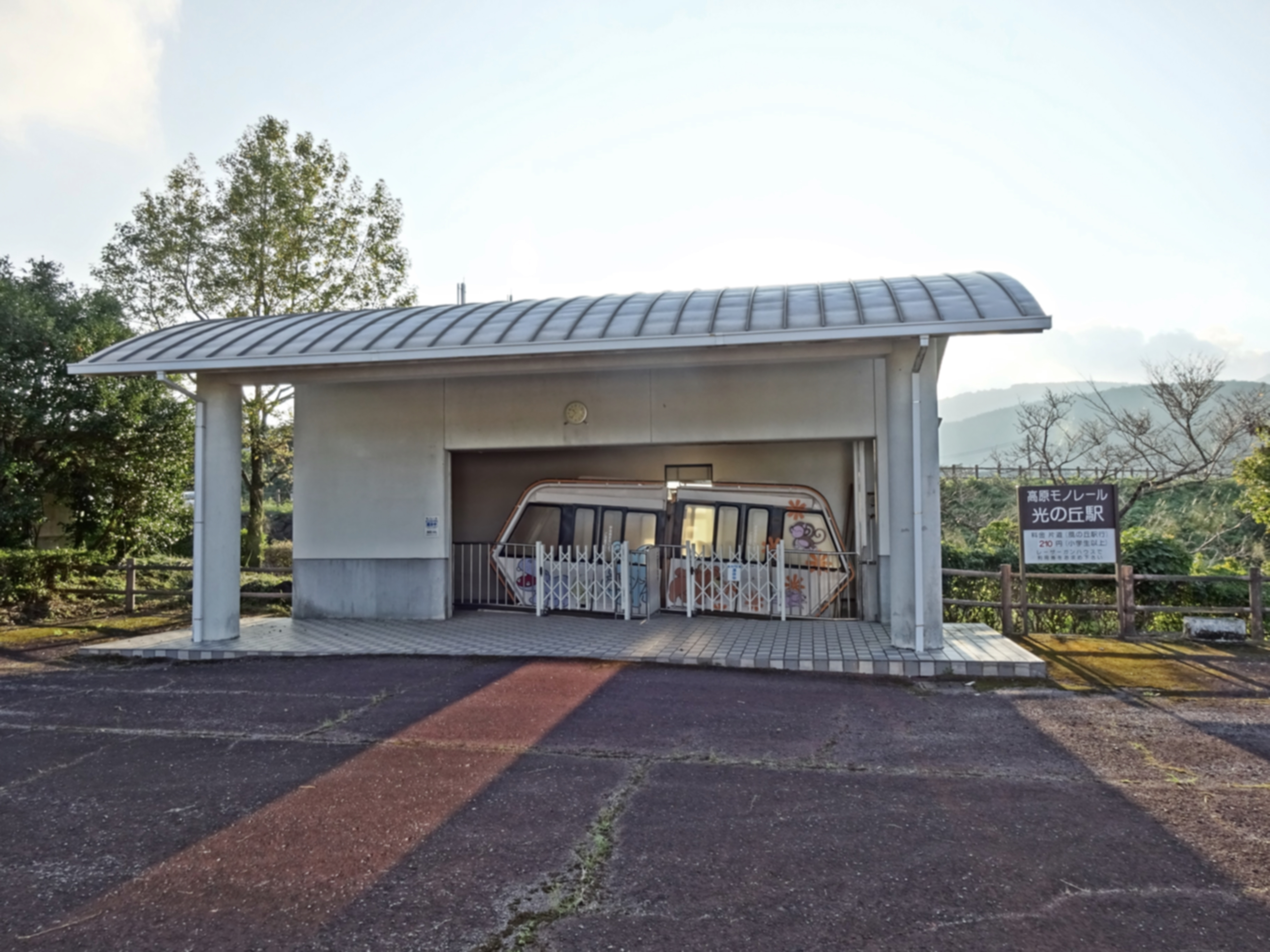
山茶花高原ピクニックパーク高原モノレール「光の丘駅」

- フラワーホイール（12基・直径20mの観覧車）
- 高原モノレール
  - 高原の駅←→香りの駅
  - 風の丘駅←→光の丘駅
- スポーツライダー（400m）
- オフロードカー（400m）
- スーパーチェアー
- パターゴルフ（18ホール）

## 営業時間
- 定休日：毎週火曜日（祝日の場合はその翌日）

3～10月：10:00～17:30（ハーブ園は18:00）
11～2月：10:00～17:00

## アクセス
- 長崎自動車道武雄ICから約65分

（駐車場700台・無料）
- 小長井駅からタクシーで約15分

## その他
- 園内施設はバリアフリー化されている。